# West Bend (Iowa)
West Bend – miasto w Stanach Zjednoczonych, w stanie Iowa, w hrabstwach Kossuth i Palo Alto. Zgodnie ze spisem statystycznym z 2000 roku, miasto liczyło 834 mieszkańców.